# 科尼 (谢尔省)
科尼（法語：Cogny，法語發音：[kɔɲi]）是法国谢尔省的一个市镇，属于圣阿芒蒙龙区。

## 地理
科尼（46°51'0"N, 2°39'21"E）面积16.69 平方千米，位于法国中央-卢瓦尔河谷大区谢尔省，该省份为法国中部省份，北起卢瓦雷省，西接卢瓦-谢尔省和安德尔省，南至克勒兹省，东南接阿列省，东临涅夫勒省。
与科尼接壤的市镇（或旧市镇、城区）包括：比西、沙利瓦米隆、欧龙河畔丹、托米耶、韦尔讷伊。

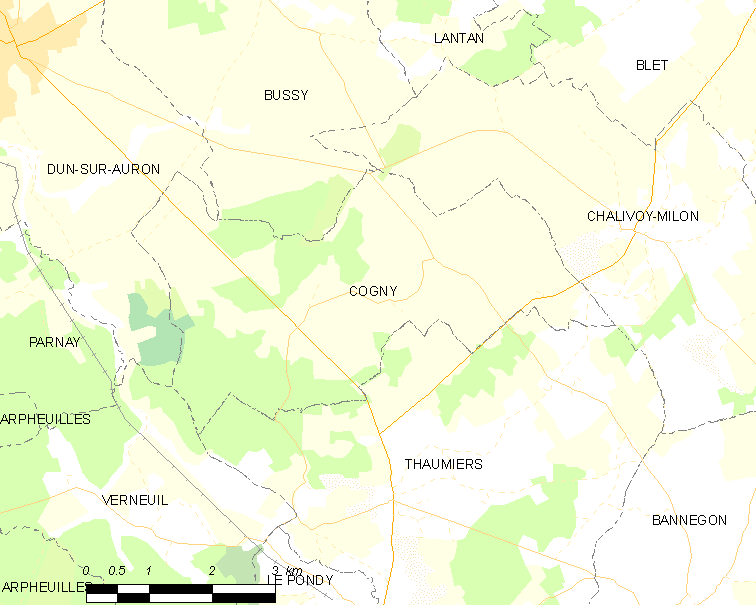
的OSM定位图

科尼的时区为UTC+01:00、UTC+02:00（夏令时）。

## 行政
科尼的邮政编码为18130，INSEE市镇编码为18068。

## 政治
科尼所属的省级选区为欧龙河畔丹县。

## 人口

1962-2008年间人口变化图示

科尼于2022年1月1日时的人口数量为32人。